# Impost sobre els rendiments arrendataris
L'impost sobre els rendiments arrendataris és un tribut directe que grava l'obtenció de rendes derivades de l'arrendament de béns immobles situats al territori d'una parròquia del Principat d'Andorra.
Als efectes d'aquest impost, són obligats tributaris els titulars de la propietat o de drets reals d'ús sobre els béns immobles cedits en arrendament. L'impost té caràcter anyal i es merita l'últim dia del període impositiu, és a dir, el 31 de desembre de cada any.
Es tracta d'un impost comunal, és a dir, un impost sobre el qual els Comuns tenen potestat tributària, tal com estableix la Llei qualificada de delimitació de competències dels Comuns, aprovada el 4 de novembre de 1993 amb l'objectiu de delimitar les competències dels Comuns en el marc de la llavors nova Constitució andorrana. Segons preveu aquesta norma, l'impost sobre els rendiments arrendataris és un dels tributs que els Comuns poden ordenar, recaptar i administrar.
L'any 2003, la Llei 10/2003, del 27 de juny, de les finances comunals va unificar els elements essencials dels diferents tributs comunals existents, corresponent a les ordinacions dels diferents Comuns el desenvolupament de les diverses figures tributàries previstes a la Llei. En el marc de les seves competències, els Comuns poden establir el tipus de gravamen de l'impost sobre els rendiments arrendataris, el qual segons la Llei de les finances comunals pot oscil·lar entre un mínim d'un 0,4% i un màxim del 4% del valor total de les rendes acreditades durant l'any. Els Comuns també poden decidir que a la seva parròquia no s'exigeixi aquest impost. Actualment, la parròquia de Canillo és l'única on no s'exigeix aquest tribut.
La gestió i recaptació d'aquest impost correspon al Comú de la parròquia en què es trobi l'immoble arrendat.

## Exempcions
La Llei 10/2003, del 27 de juny, de les finances comunals estableix que resten exemptes d'aquest impost les següents institucions:
- el Consell General d'Andorra
- el Govern andorrà
- els Comuns
- els coprínceps quan actuïn en la seva qualitat de caps d'estat